# 路思令
路思令（ろ しれい、486年 - 536年）は、北魏末から東魏にかけての官僚・軍人。字は季儁。本貫は陽平郡清淵県。

## 経歴
広陽王司空参軍を初任とし、司空城局参軍に転じた。司徒記室参軍をつとめ、威遠将軍・尚書左民郎となり、尚書右民郎に転じた。
ほどなく思令は仮節・征虜将軍・陽平郡太守に任じられた。武泰元年（528年）、冀州の清河郡と相州の陽平郡と済州の平原郡を分割して南冀州が新設されると、思令は左将軍・南冀州刺史・仮平東将軍・都督に任じられた。ときに葛栄がその清河郡太守の季虎を派遣して高唐城に拠らせると、思令は部下に命じて軍を夜間に進軍させ、季虎の不意を突いてこれを撃破した。さらに思令は冀州の流民を管轄するよう帝の勅命を受けた。葛栄が滅亡すると、思令は南冀州に帰って平原郡に駐屯した。
後に思令は征東将軍・金紫光禄大夫の位を受け、衛将軍・右光禄大夫に進んだ。天平3年（536年）3月、死去した。享年は51。驃騎将軍・定州刺史の位を追贈された。

## 家族
- 祖父：路綽（陽平郡太守）[4][5]
- 長兄：路恃慶（字は伯瑞）[4][6]
- 次兄：路仲信（太尉参軍・奉車都尉・開府掾。章武王元融が葛栄を討ったとき、仲信はその下で都督府長史をつとめた）[4][7]
- 三兄：路思略（字は叔約、冀州安東府騎軍参軍）[1]

## 伝記資料
- 『魏書』巻72 列伝第60
- 『北史』巻45 列伝第33